# Вестерут, Никколо ван
Никколо ван Вестерут (итал. Niccolò van Westerhout; 17 декабря 1857 года, Мола-ди-Бари, королевство Обеих Сицилий — 21 августа 1898 года, Неаполь, королевство Италия) — итальянский композитор.

## Биография
Никколо ван Вестерут родился 17 декабря 1857 года в Мола-ди-Бари, в королевстве Обеих Сицилий. Его предки были фламандцами, поселившимися в XVII веке в Апулии, сначала в Бари, затем в Монополи и после в Мола-ди-Бари.
Уже в 13 лет Никколо ван Вестерут написал оперу «Юлий Цезарь» по одноименной трагедии Уильяма Шекспира, продемонстрировав замечательный музыкальный талант. После этого, при поддержке муниципального советом Мола-ди-Бари, переехал в Неаполь, где поступил в консерваторию Сан-Пьетро-а-Майелла. Здесь он изучал композицию у Николы де Джоза, Николы Д'Арьенцо и Лауро Росси. В Неаполе же будущий композитор прожил всю свою дальнейшую жизнь, поселившись в районе Пиццофальконе.
Его первая опера «Тильда» (итал. Tilde) не была поставлена. Дебют Никколо ван Вестерута как оперного композитора состоялся с постановкой в 1892 году на сцене театра Арджентина в Риме оперы «Цимбелин» (итал. Cimbelino). В 1894 году в театре Ла Скала в Милане прошла премьера его оперы «Фортунио» (итал. Fortunio). Самая известная опера композитора «Донья Флор» (итал. Doña Flor) впервые была поставлена 18 апреля 1896 года в муниципальном театре Мола-ди-Бари при участии оркестра театра Сан-Карло в Неаполе. Премьера его последней оперы «Коломба» (итал. Colomba) состоялась посмертно в 1925 году в театре Сан Карло в Неаполе. Его оперы «Ночь в Венеции» (итал. Una notte a Venezia) и «Имогена» (итал. Imogene) были не окочены.
Никколо ван Вестерут умер в Неаполе 21 августа 1898 года от перитонита. Композитор был похоронен за счёт города Неаполь на мемориальном кладбище Поджореале. 19 февраля 2007 года, к 150-летию со дня рождения Никколо ван Вестерута, его прах был перезахоронен в Мола-ди-Бари.

## Творческое наследие
Творческое наследие композитора включает 8 опер (1 опера никогда не была поставлена и 2 оперы не закончены), многочисленные камерные, симфонические и вокальные сочинения.